# Portkey Games
Portkey Games је ознака за видео игре. У власништву је компаније Ворнер брос. Основана је 2017. године.

## Историја
Portkey Games најавио је своју прву игру 2017, ПокемонГо. Креирао је и игру Harry Potter: Wizards Unite. Обе садрже проширену реалност.
Касније, 2017. године, објављена је видео игра Harry Potter: Hogwarts Mystery, за иОС и Андроид, 25. априла 2018.

## Издања
| Година | Наслов                         | Издавач(и) | Уређај(и)     | Реф.   |
| ------ | ------------------------------ | ---------- | ------------- | ------ |
| 2018   | Harry Potter: Hogwarts Mystery | Jam City   | иОС и Андроид | [ 16 ] |
| 2019   | Harry Potter: Wizards Unite    | Niantic    | иОС и Андроид | [ 13 ] |